# William Crookes

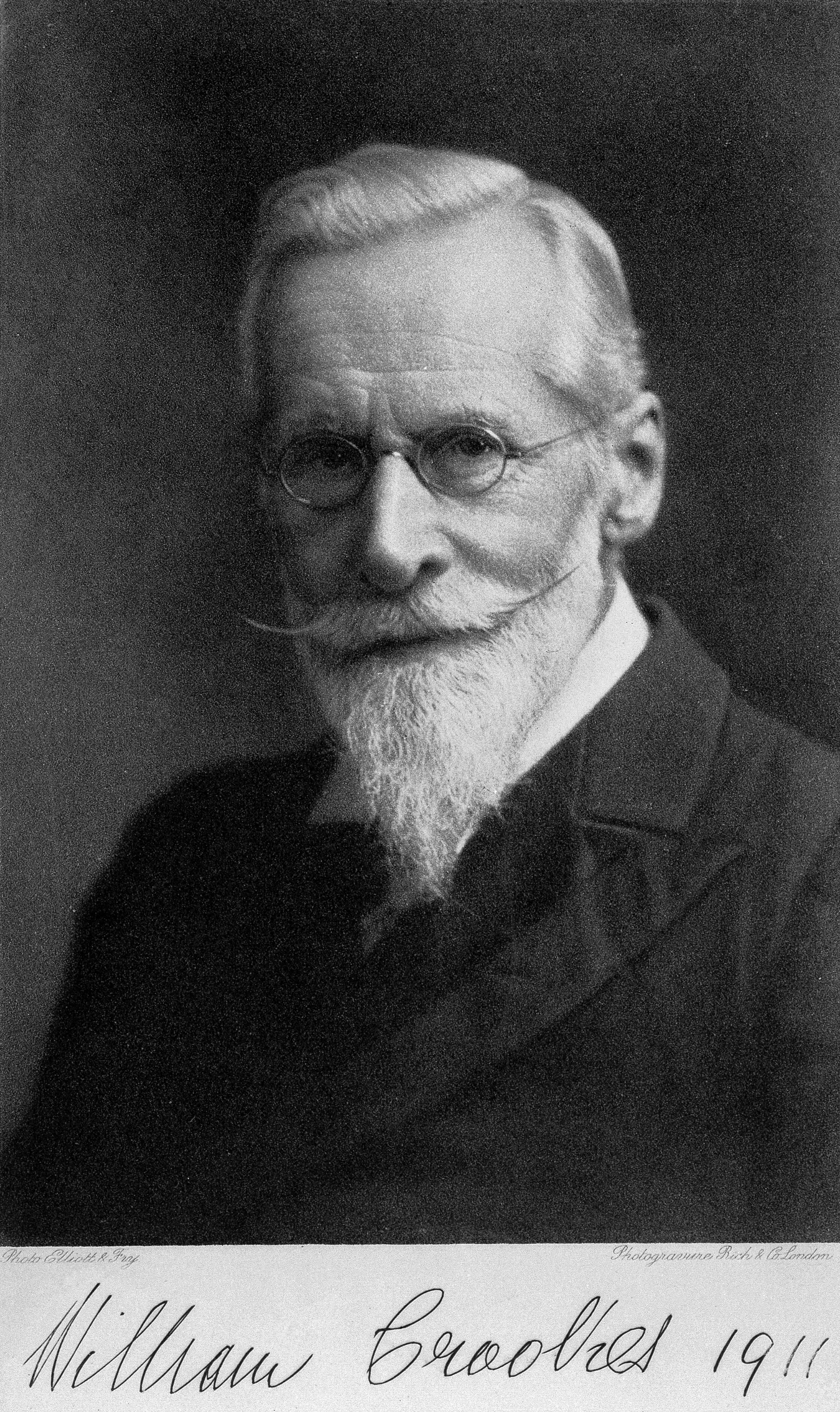
William Crookes

Sir William Crookes (* 17. Juni 1832 in London; † 4. April 1919 ebenda) war ein britischer Physiker, Chemiker, Wissenschaftsjournalist und Parapsychologe.
Crookes gelang die Sichtbarmachung der Kathodenstrahlen, er entdeckte die Grundlagen der Lumineszenz und der Isotope und entwickelte Methoden zum Nachweis ionisierender Strahlung. Er entdeckte das chemische Element Thallium und das Thoriumisotop 234Th. 1879 entdeckte er, dass Kathodenstrahlen aus Teilchen bestehen.

## Leben und Wirken
William Crookes wurde als ältester Sohn der zweiten Frau von Joseph Crookes, einem sehr vermögenden Schneider, geboren.
Er besuchte eine Oberschule, bis er dann mit 16 Jahren auf das Royal College of Chemistry wechselte, an dem August Wilhelm von Hofmann lehrte.
Als Neunzehnjähriger wurde Crookes an der Schule Assistent bei Hofmann. Ein Jahr zuvor hatte er bereits nach Versuchen mit Selencyanid einen merkwürdigen Rückstand gefunden, der erst später als das neue chemische Element Thallium charakterisiert wurde. 1854 bekam Crookes eine Stellung als Meteorologe am Radcliffe-Observatorium in Oxford und im selben Jahr eine Lehrstelle als Chemiker in Chester.
1856 heiratete er Ellen Humphrey und 1857 wurde er Sekretär der Photographischen Gesellschaft in London.
Neben seiner Tätigkeit als Wissenschaftler arbeitete William Crookes auch als Journalist. 1859 gründete er die Chemical News, deren Herausgeber er viele Jahre war. In der Folgezeit beschäftigte er sich mit Leuchterscheinungen in Elektronenröhren und forschte an seltenen Erden, die er chemisch zu trennen versuchte. Ein weiteres Tätigkeitsfeld, auf dem Crookes sich um 1900 bewegte, war die Radioaktivität. Er untersuchte Stoffe wie Uran und beschäftigte sich mit Substanzen, die es ihm ermöglichten, Radioaktivität nachzuweisen.
1898 legte er dar, dass bis zum Jahr 1918 die Nachfrage nach Dünger aus Stickstoffverbindungen das Angebot bei weitem übersteigen werde und der westlichen Welt eine Hungersnot ungeahnten Ausmaßes drohe. Das Problem wurde ab 1913 durch das Haber-Bosch-Verfahren gelöst, das die Herstellung von Kunstdünger aus Luftstickstoff ermöglicht.
Im Laufe seines Lebens erhielt William Crookes viele Ehrungen und Auszeichnungen. So wurde er 1863 Mitglied der Royal Society und im Jahr 1897 in London zum Knight Bachelor geschlagen. 1910 wurde er in den Order of Merit aufgenommen.
In seinen letzten Lebensjahren konnte man erkennen, dass Crookes, wie einige seiner Wissenschaftskollegen, vom Spiritismus angetan war. Er gehörte auch der Theosophischen Gesellschaft an und bezeichnete sich selbst als Parapsychologe.

## Wissenschaftliche Leistungen
1859 entwickelten Robert Bunsen und Gustav Robert Kirchhoff die Spektralanalyse. Nun konnte Crookes bei seinen früheren Selentrennungen bei spektroskopischen Versuchen das chemische Element Thallium – zeitgleich mit Claude Auguste Lamy – nachweisen. Benannt ist es nach dem altgriechischen Wort thallos („grüner Spross“) wegen der grünen Lichtwirkung in der Spektralanalyse. Die Gewichtsbestimmung des Elementes wurde von ihm vorgenommen und ergab ein Atomgewicht von 204,04 u. Bei seinen Wägungen fand er sehr kleine Anomalien. Diese beruhten auf der Druckwirkung des Lichtes auf die evakuiert aufgehängten Blättchen im Waagekasten und der Druckänderung durch Temperatureinfluss entsprechend der kinetischen Gastheorie. Diese Radiometerkräfte, die zu Anziehung oder Abstoßung führen, basieren auf elektromagnetischer Strahlung wie Licht. Eine noch heute in manchen Geschäften angebotene Spielerei, das so genannte „Licht-Windrad“ oder auch „Lichtmühle“, wurde von Crookes im Jahre 1873 erfunden. Das Gerät wird im englischsprachigen Raum auch Radiometer genannt.
Neben Wilhelm Hittorf befasste sich auch Crookes mit den Kathodenstrahlen. In einer stark evakuierten Glasröhre konnte Crookes die Kathodenstrahlen als schattenwerfendes Kreuz (in der Schattenkreuzröhre) durch eine spezielle Konstruktion der Anode (aus Aluminium) nachweisen. Kathodenstrahlen sind – anders als Kanalstrahlen – zwar ähnlich unsichtbar wie Schallwellen, treffen sie jedoch auf Glas oder andere Stoffe, so kommt es zu einem fluoreszierenden Leuchten. Durch die Verbesserung des Vakuums konnte Crookes sehr gerade Kathodenstrahlen erzielen, er glaubte dabei strahlende Atome zu beobachten oder Materie im besonderen Zustand.
Crookes nannte diese strahlende Art der Materie einen vierten Aggregatzustand. In diesem Zustand gehe Materie und Kraft ineinander über. Damit setzte er die geistigen Grundbausteine für die spätere einsteinsche Energieformel.
Verschiedene Typen von vakuumierten Glaskolben, die verschiedene Effekte von Kathodenstrahlen zeigen, werden als Crookes’sche Röhren bezeichnet. Z. B. als Crookes Railway Tube eine solche in der ein Rad mit 6 bis 8 Glimmerschaufeln mit seiner Aluminiumachse auf einer Glasschiene abrollt. Nach ihm benannt ist der in seiner Größe vom Grad des Vakuums abhängige Crookes’sche Dunkelraum um die Anode in einer Crookes-Röhre.
Zuvor hatte bereits W. Hittorf die Kathodenstrahlen beschrieben, ohne jedoch die nötige Aufmerksamkeit erringen zu können. Die Kathodenstrahlen fanden das Interesse vieler anderer Wissenschaftler. Heinrich Hertz entdeckte im Jahr 1892, dass Kathodenstrahlen sehr dünne Schichten von festen Stoffen durchdringen können. Philipp Lenard erweiterte den Versuch, durch Bohrung eines kleinen Loches in die Anode und Abdeckung mit einer dünnen Aluminiumfolie (Lenard-Fenster). Die Strahlen durchdrangen die dünne Folie und auch die Glaswand und brachten eine Substanz außerhalb der Röhre zum Leuchten. Lenard hatte die freien Elektronen nachgewiesen.
Joseph John Thomson setzte die Kathodenstrahlen einem Magnetfeld aus. Diese Versuche führten im späteren Verlauf zur Bestimmung der Masse von Ladungsträgern und zur Massenspektroskopie.
Crookes beschäftigte sich weiter mit dem Plasmazustand bei evakuierten Glasröhren unter hoher Spannung. Er entwickelte die so genannte Crookes’sche Lichtröhre, mit der die Grundlage für die Massenproduktion von Leuchtstoffröhren geschaffen wurde.
Ab 1881 untersuchte Crookes den Einfluss der Kathodenstrahlen auf chemische Substanzen. Hierbei beobachtete er das Fluoreszenzlicht,(Lumineszenzlicht), das von den Stoffen durch Einwirkung der Kathodenstrahlen ausging. Mittels Spektralanalyse klärte er nun die Spektren zahlreicher Stoffe auf. Hiermit schuf Crookes die Grundlagen für die Röntgenspektroskopie. Er glaubte bei einigen Stoffen nach der Spektralanalyse auf ein neues chemisches Element gestoßen zu sein. Tatsächlich handelt es sich um eine andere Lichterscheinung von Schwermetalloxiden, der Phosphoreszenz. Die Klärung brachte P. Lenard.
1886 spekulierte Crookes über die chemische Evolution: Er bezog sich dabei direkt auf Charles Darwins biologische Evolutionstheorie und nahm an, dass die Familienähnlichkeiten im Periodensystem auf einem Selektionsmechanismus beruhe, der den häufigen Wasserstoffverbindungen Vorteile verschaffte, während die selteneren Elemente ungünstigere Verbindungen seien und weitere denkbare Varianten frühzeitig vernichtet worden seien.
Bei der Spektrenbeobachtung von seltenen Erden und anderen Metallen, konnte Crookes sehr viele unterschiedliche Spektrallinien beobachten. Er vermutete, dass ein chemisches Element nicht nur ein Atomgewicht besitzt, sondern aus Atomen mit verschiedenen Atomgewichten besteht, wobei ein bestimmtes Atomgewicht auch deutlich überwiegen kann. Auf diesen Überlegungen basierten die späteren Arbeiten von Soddy, Fajans, Aston, die für ein Element bei gleicher Kernladungszahl (Protonenzahl) unterschiedliche Atomgewichte mittels Massenspektroskopie feststellen konnten. Die Hypothese von Crookes, dass ein chemisches Element aus Atomen unterschiedlicher Masse zusammengesetzt ist, wurde somit bestätigt.
Angeregt durch die Entdeckungen von Marie und Pierre Curie und Henri Becquerel wandte sich Crookes um 1900 den Uransalzen zu.
Er fällte aus dem Uransalz mit Ammoniumcarbonatlösung eine strahlungsreiche Uran-Verbindung (Uran X). Das gelöste Uransalz zeigte keine Radioaktivität mehr auf der fotografischen Platte. Später entwickelte Sir Ernest Rutherford und Frederick Soddy eine Theorie zum Kernzerfall bedingt durch Aussendung von α-Strahlung und der Umwandlung in ein Atom eines anderen Elementes. Kasimir Fajans konnte anhand von Uran X die Exponentialfunktion vom β-Zerfall eines radioaktiven Elementes aufklären.
1903 konnte Crookes – zeitgleich mit Julius Elster und Hans F. K. Geitel – die radioaktive Strahlung durch Szintillationssubstanzen wie Zinksulfid nachweisen. Crookes entwickelte einen kleinen Apparat, ein Spinthariskop, zum Nachweis der Kernzerfälle.
Im Jahre 1900 entdeckte er das Thoriumisotop 234Th. Er lieferte damit einen ersten Hinweis darauf, dass Radioaktivität die Umwandlung von einem Element in ein anderes beinhaltet.
Crookes war am Spiritismus interessiert und experimentierte mit zahlreichen Medien, darunter auch Daniel Dunglas Home und Florence Cook. Er war Mitglied der Theosophischen Gesellschaft und veröffentlichte einige Artikel in der theosophischen Zeitschrift Sphinx. 1896 bis 1897 war er Präsident der Society for Psychical Research. 1906 wurde er in die Académie des sciences in Paris und 1913 in die National Academy of Sciences aufgenommen. Seit 1886 war er gewähltes Mitglied der American Philosophical Society. 1970 wurde ein Mondkrater nach ihm benannt.

## Sonstige Leistungen
Im Jahr 1866 wurde er von der Regierung mit einem Referat für Desinfektionsmittel gegen die Viehseuche betraut. Er wies dabei auf den Wert der Phenole in der Desinfektion hin.
1870 gab Crookes eine Schrift über die Rübenzuckerfabrikation heraus.
1899 behandelte er die Abwasserfrage.
1908 folgte eine Schrift zur Herstellung von künstlichen Diamanten.
1910 schrieb er eine Monographie über Scandium.
Er entwickelte ab 1910 Glasarten für Schutzbrillen gegen UV-Strahlen bei der Glasfabrikation. In Anerkennung hierfür trägt seit 1959 der Crookes Peak seinen Namen, ein Berg im Grahamland in Antarktika.

## Werke
- Spiritualismus und Wissenschaft; Oswald Mutze, Leipzig 1871
- Strahlende Materie oder der vierte Aggregatzustand; Quant und Händel, Leipzig 1879
- Diamonds, by Sir William Crookes. Harpers Brothers, London / New York 1909